# Teorema de Borsuk-Ulam
O Teorema de Borsuk–Ulam, conjecturado por Stanislaw Ulam e provado por Karol Borsuk, asserciona que toda função contínua da esfera n-dimensional no espaço euclideano n-dimensional mapeia algum par de pontos antípodas no mesmo ponto, ou seja, colapsa algum par de antípodas em um único ponto do espaço euclideano.
De acordo com (Matoušek 2003, p. 25), a primeira menção histórica deste enunciado aparece em (Lyusternik 1930). A primeira prova foi dada por Karol Borsuk, em 1933, onde a formulação do problema foi atribuída a Ulam. Desde então muitas provas alternativas foram descobertas por vários autores.
Sua primeira aplicação concerne à Topologia Algébrica. Este teorema permite, por exemplo, demonstrar o Teorema do ponto fixo de Brouwer que lhe é análogo em certos contextos. Permite também demonstrar resultados muito difíceis , como o Teorema do Sanduíche de Presunto. A partir dos anos 1970, foi muito usado para demonstrar resultados ligados à Teoria dos Grafos.
Uma versão mais forte do enunciado relacionado ao Teorema de Borsuk–Ulam é que toda aplicação que preserva pontos antípodas de {\displaystyle S^{n}} em {\displaystyle S^{n}} deve ter grau ímpar.

## Teorema de Borsuk-Ulam em Dimensão um
Enunciado:  Seja {\displaystyle f:S^{1}\rightarrow \mathbb {R} } uma função contínua. Então existem dois pontos, {\displaystyle x,-x} tais que {\displaystyle f(x)=f(-x)}.
Em dimensão um, a prova é uma consequência direta de um resultado análogo ao Teorema do Valor Intermediário. Seja {\displaystyle f}  a função contínua do círculo, cujo centro é escolhido sendo o vetor nulo, em {\displaystyle \mathbb {R} } . Define-se a função {\displaystyle g}  do círculo em {\displaystyle \mathbb {R} } , que a {\displaystyle x}  associa {\displaystyle g(x)=f(x)-f(-x)}. O teorema se reduz a mostrar que {\displaystyle g}  admite um zero. Observe que a função {\displaystyle g} é uma função ímpar, logo {\displaystyle g(-x)=-g(x)}.
Seja {\displaystyle x_{0}} um ponto do círculo. Se {\displaystyle g(x_{0})=0}, o teorema já está demonstrado. Caso contrário, a imagem de {\displaystyle g} é conexa, posto que o disco é conexo. Esta imagem contém portanto o segmento de extremidades {\displaystyle g(x_{0})} e  {\displaystyle -g(x_{0})}. Este segmento contém o {\displaystyle 0}, que possui uma pré-imagem.Q.E.D.
Um corolário interessante: se dois fechados do círculo têm como união o círculo inteiro, um dos fechados deve conter dois pontos antípodas. Com efeito, sejam {\displaystyle A} e {\displaystyle B} os dois conjuntos fechados não vazios cuja união é o círculo. Considere a função {\displaystyle f} que ao ponto {\displaystyle x} do círculo associa a distância de {\displaystyle x} ao conjunto {\displaystyle A}. O Teorema garante a existência de dois pontos {\displaystyle x} e {\displaystyle -x} com a mesma imagem por {\displaystyle f}. Se esta imagem é {\displaystyle 0}, {\displaystyle x} e {\displaystyle -x} estão ambos em {\displaystyle A}, caso {\displaystyle A} seja fechado, o que é a nossa hipótese. No caso contrário, os dois pontos estarão em {\displaystyle B} e novamente, o corolário estará demonstrado.

## Teorema de Borsuk-Ulam paraS2{\displaystyle S^{2}}
Enunciado: Dada uma aplicação contínua {\displaystyle f:S^{2}\to \mathbb {R} ^{2}}, então existe um ponto {\displaystyle x} de {\displaystyle S^{2}} tal que {\displaystyle f(x)=f(-x)}.
Demonstração 1: Suponha que {\displaystyle f(x)\neq f(-x)}, {\displaystyle \forall x\in S^{2}}. Então a aplicação:
{\displaystyle g(x)={\frac {[f(x)-f(-x)]}{\Vert f(x)-f(-x)\Vert }}}
é uma aplicação contínua de {\displaystyle g:S^{2}\to S^{1}} tal que {\displaystyle g(-x)=-g(x)} para todo {\displaystyle x}, o que é uma contradição. Q.E.D.
Demonstração 2: (Contorno da demonstração) Um outro modo de demonstrar este resultado usa elegantemente o conceito de grupo fundamental. Raciocinamos por absurdo, e supomos que existe uma função contínua {\displaystyle g:S^{2}\rightarrow S^{1}}. A aplicação {\displaystyle g} induz um homomorfismo entre o grupo fundamental de {\displaystyle S^{2}}, a saber: {\displaystyle \pi _{1}(S^{2})={0}} e {\displaystyle \pi _{1}(S^{1})=\mathbb {Z} }. As imagens dos laços de {\displaystyle S^{2}} por {\displaystyle g_{*}} devem ser todas homotópicas a um ponto. Então construímos um laço cuja imagem não é homotópica a um ponto, e esta contradição demonstrará o teorema.
De fato, defina:
{\displaystyle {\begin{array}{cccc}g:&S^{2}&\rightarrow &S^{1}\\&x&\mapsto &{\dfrac {f(x)-f(-x)}{\Vert f(x)-f(-x)\Vert }}\end{array}}}
Observe que só podemos definir esta aplicação por causa da nossa hipótese por absurdo de que {\displaystyle f(x)\neq f(-x)\forall x\in S^{2}}. Podemos supor a esfera e o círculo ambos com centro no vetor nulo e raio 1. Defina o seguinte laço:
{\displaystyle {\begin{array}{cccc}\alpha :&[0,1]&\rightarrow &S^{2}\\&t&\mapsto &(\cos(2\pi t),\sin(2\pi t),0)\end{array}}}
Observe que {\displaystyle g(-x)={\dfrac {f(-x)-f(x)}{\Vert f(-x)-f(x)\Vert }}=-{\dfrac {f(x)-f(-x)}{\Vert f(x)-f(-x)\Vert }}=-g(x)}, de modo que esta função é ímpar. Disto segue que:
{\displaystyle \forall t\in [0,{\frac {1}{2}}],g_{*}\alpha (t+{\frac {1}{2}})=-g_{*}\alpha (t)}.
Caso contrário existe uma função {\displaystyle p:[0,1]\to \mathbb {R} } tal que o laço {\displaystyle g_{*}\alpha } se escreve:
{\displaystyle {\begin{array}{cccc}g_{*}\alpha :&[0,1]&\rightarrow &S^{1}\\&t&\mapsto &(\cos(2\pi p(t)),\sin(2\pi p(t)))\end{array}}},com {\displaystyle p(0)=0}. Podemos deduzir então que:
{\displaystyle \forall t\in \left[0,{\frac {1}{2}}\right],p(t+1/2)-p(t)=(2k+1)\ {\mbox{para algum }}k\ \in \mathbb {} Z,{\mbox{pois}}\ (\cos(2\pi p(t)),\sin(2\pi p(t)))=-(\cos(2\pi p(t+1/2)),\sin(2\pi p(t+1/2)))}
A função que associa {\displaystyle t} a {\displaystyle p(t+{\frac {1}{2}})-p(t)} é contínua, definida num conjunto conexo e assumindo valores em um conjunto discreto, e é, portanto, constante.  Segue que
{\displaystyle p(1)=p\left({\frac {1}{2}}\right)+(2k+1)=(p(0)+(2k+1))+(2k+1)=4k+2\neq 0.}
Como {\displaystyle p(1)} é um inteiro não nulo, temos que {\displaystyle g_{*}\alpha } não é homotópico a um ponto. De fato, o laço {\displaystyle g_{*}\alpha } dá {\displaystyle 4k+2} voltas em torno do círculo. O morfismo {\displaystyle g_{*}} é um morfismo de um grupo trivial em um grupo isomorfo a {\displaystyle \mathbb {Z} } com imagem diferente do elemento neutro. Esta impossibilidade termina o argumento por absurdo. Q.E.D.
Como um corolário deste Teorema, temos que nenhum subconjunto de {\displaystyle \mathbb {R} ^{2}} é homeomorfo a {\displaystyle S^{2}}.

## Teorema de Borsuk-Ulam
Seja {\displaystyle f:S^{n}\to \mathbb {R} ^{n}} uma aplicação contínua. Então existe {\displaystyle x\in S^{n}} tal que {\displaystyle f(x)=f(-x)}.
Prova:Suponha, ab absurdo que  {\displaystyle f(x)=f(-x)}  para todo  {\displaystyle x}. Poderíamos então definir uma aplicação antípoda contínua {\displaystyle g:S^{n}\rightarrow S^{n-1}} por associar a {\displaystyle x} o ponto {\displaystyle g(x)}, que é o ponto pelo qual o vetor de origem em 0 e passando por {\displaystyle f(x)-f(-x)} intersecta {\displaystyle S^{n-1}}, o que é uma contradição. Q.E.D.

## Corolários
- Nenhum subconjunto de {\displaystyle \mathbb {R} ^{n}} é homeomofo a {\displaystyle S^{n}}.
- O Teorema de Lusternik–Schnirelmann : Se a esfera Sn é coberta por n + 1 conjuntos abertos, então um deste conjuntos contém um par (x, −x) de pontos antípoda. (em verdade, este teorema é equivalente ao Teorema de Borsuk-Ulam)
- O Teorema do Sanduíche de Presunto: Para quaisquer conjuntos compacto {\displaystyle A_{1},\ldots ,A_{n}} em {\displaystyle \mathbb {R} ^{n}} podemos sempre encontrar um hiperplano dividindo cada um deles em dois subconjuntos de mesma medida.
- O Teorema do ponto fixo de Brouwer (Matoušek 2003, p. 25; Su 1997).
- O caso n = 2 é geralmente ilustrado dizendo-se que em qualquer instante dado, existe sempre um par de pontos antípodas na superfície da Terra com mesma temperatura e pressão barométrica. Isto pressupõe que a temperatura e a pressão barométrica variam continuamente na superfície terrestre.
- O caso n = 1 pode ser ilustrado na afirmação que sempre existe um par de pontos antípodas no equador da Terra com a mesma temperatura; este caso está relacionado ao Teorema do Valor Intermediário.